# Мітрідат II Понтійський
Мітрідат II (грецьк. Mιθριδάτης, 250 — 220 до н. е.) — третій цар Понту, наступник свого батька Аріобарзана.
Вступив на престол неповнолітнім — у вісім років. Незабаром після цього Понтійське царство було атаковане галатами, відносини з якими зіпсував ще Аріобарзан. У цьому конфлікті молодому царю допомогла Гераклея Понтійська, яка вела війну із каппадокійським спадкоємцем Зіелою і постраждала від навали його союзників-галатів. Вона посилала в Аміс хліб, що дозволило жителям Понту подолати нужду. За це гераклеоти знову зазнали нападу галатів. Проте в результаті посольства, яке очолював історик Німфід, Гераклеї вдалося залагодити відносини з галатами. Під час цього посольства, як вважають історики, було залагоджено і конфлікт між ними і Мітрідатом II.

## Третя Сирійська війна

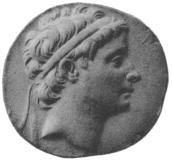
Селевк II Каллінік — суперник, а згодом союзник Мітрідата II

Військова і політична активність Мітрідатідів на заході Малої Азії призвела до контактів з царством Селевкідів, які мали в цьому регіоні традиційний вплив. У перші роки Третьої Сирійської війни Селевк II Каллінік зазнав жорстокої поразки від Птолемея III Евергета і змушений був тікати в Малу Азію. Тут в результаті посередництва матері Лаодики у 242 році до н. е. він погодився визнати співправителем свого молодшого брата Антіоха, прозваного Гієраксом. Останній ще у 245 році до н. е. володів малоазійськими сатрапіями Селевкідів, тому укладення угоди двох братів сприяло швидкому закінченню війни внаслідок консолідації сил Селевка II і подальшого потім витіснення Лагідів з Месопотамії та Сирії. Під час війни Птолемей III укріпився в Кілікії Трахеї, Памфілії, Іонії і Лікії, вплив єгипетського царя відчувався і в Карії.
У 241 році до н. е. Мітрідат II в союзі з Гієраксом і галатами розбив війська Каллініка в битві при Анкірі. Але потім Селевку II вдалося переманити понтійського царя на свою сторону, скріпивши дружбу шлюбом своєї сестри Лаодики і Мітрідата II. Як придане Селевк віддав новому союзнику Велику Фригію, чого наполегливо домагався понтійський володар. Цим актом йому вдалося розколоти небезпечну коаліцію Мітрідата і Гієракса, що дало перевагу у війні з братом. В помсту Гієракс здійснив рейд Великою Фригією і зібрав данину з її жителів. Це говорить про те, що Велика Фригія лише дуже короткий час перебувала у складі Понтійського царства.

## Суперництво з Пергамом
Новий етап зовнішньополітичної активності Мітрідата II належить до часу після смерті Селевка II Каллініка. У 230-223 роках до н. е. Атталіди розпочали експансіоністську політику в західних районах Малої Азії, Лідії, Карії і Геллеспонтська Фригія, що викликало занепокоєння Селевка III, сина померлого у 226 році до н. е. Селевка II Каллініка.
У 227 році до н. е. Мітрідат II разом з іншими монархами Азії надав безкорисливу допомогу Родосу, який постраждав від землетрусу. У цьому можна вбачати дипломатичний розрахунок. Родос мав великий вплив в Егеїді і на Заході Малої Азії, особливо в Карії, Пісідіі й Памфілії. Разом з тим у нього були міцні зв'язки в Причорномор'ї, а в розрахунки Мітрідата II входило підкорення Синопи і остаточне закріплення на чорноморському узбережжі. Здійснюючи експансію на захід і північ, Мітрідату важливо було заручитися якщо не підтримкою, то хоча б нейтральною позицією родосців.
У 223 році до н. е. Аттал I і союзні йому галати розбили війська Селевка III, внаслідок чого Пергам заволодів майже всією територією Селевкідів на північ від Тавра. Плани Мітрідатідів на Велику Фригію знову виявилися під загрозою. Успіхи Пергаму робили Селевкідів природним союзником царя Понту, який вирішив вдатися до вже апробованої шлюбно-династичної політики з тонким дипломатичним підтекстом.
Мітрідат видав свою дочку заміж за сирійського царя Антіоха III, коли той готувався до війни з Птолемеєм IV за втрачені у конфлікті з Пергамом території. З другою донькою одружився Ахей, син Андромаха. У 221 році до н. е. цей Ахей в результаті війни з Пергамом повернув володіння Селевкідів на північ від Тавра, за що Антіох оголосив його намісником своїх малоазійських земель. Коли Антіох III був зайнятий придушенням заколотів у східних сатрапіях і невдало воював з Єгиптом, Ахей у 220 році до н. е. офіційно оголосив себе царем.
Таким кроком Мітрідат забезпечив своїй державі у відносинах із новим малоазійським монархом. Іншою метою царя Понту було заручитися підтримкою Ахея в запланованому захопленні Синопи.

## Конфлікт із Синопою

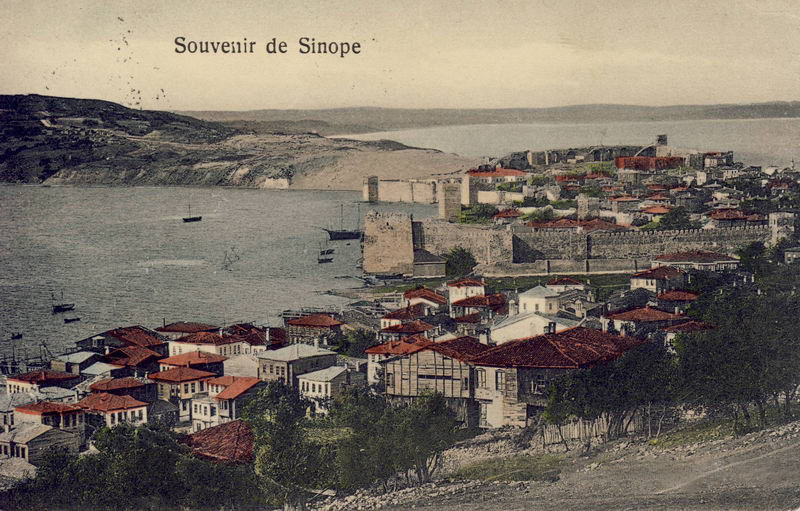
Давній Синоп

Полібій повідомляє, що у конфлікті з Мітрідатом, Синопі допомагали родосці, які надіслали фінанси і ресурси для ведення війни. Допомога Синопі надходила і з Коса, про що свідчить копія декрету синопійців від 220 року до н. е., знайдений у 1903 році в асклепейонах на Косі. У ньому висловлюється подяка коським послам за допомогу у війні проти Мітрідата. Участь родосців і жителів Косу у долі Синопи цілком зрозуміла, враховуючи їх величезну зацікавленість у чорноморській торгівлі з другої половини III століття до н. е..
З повідомлення Полібія незрозуміло чи наважився цар на військові дії проти Синопи, чи обмежився погрозами. Більшість дослідників вважають, що він все-таки почав війну, але невдало, оскільки місто вдруге було осаджене і взяте Фарнаком I у 183 році до н.е. Деякі дослідники відносять конфлікт зі Синопою до часів правління Мітрідата III.